# Gaertnera macrostipula
Gaertnera macrostipula är en måreväxtart som beskrevs av John Gilbert Baker. Gaertnera macrostipula ingår i släktet Gaertnera och familjen måreväxter. Inga underarter finns listade i Catalogue of Life.